# Ivo Rudic
Ivo Rudic (Split, 1942. január 27. – Split, 2009. november 22.) horvát származású, ausztrál válogatott labdarúgó.

## Pályafutása

### Klubcsapatokban
Splitben született, a Független Horvát Államban. Fiatalon emigrált Ausztráliába. 1969-ben kezdte labdarúgó pályafutását a Pan-Hellenic csapatában, ahol négy évig játszott. 1974 és 1976 között a Sydney Prague együttesében szerepelt. 67 éves korában, Splitben hunyt el 2009 november 22-én.

### A válogatottban
Az ausztrál válogatott tagjaként részt vett az 1974-es világbajnokságon, de egyetlen csoportmérkőzésen sem lépett pályára.